# オネガ湖
オネガ湖（オネガこ、ロシア語: Онежское озеро）、 アーニネン湖（フィンランド語: Ääninen / Äänisjärvi）は、ロシア北西部、サンクトペテルブルクの北東約435kmにある淡水湖。大部分はカレリア共和国にふくまれる。面積 9,894 km²でヨーロッパで2番目に大きい。水深は南部で50m、北部で100mあり、最深部は115mに達する。起源は構造湖であるが、氷食作用をうけて、北岸は屈曲がはげしく断崖をなす。冬には摂氏マイナス35度にもなり、湖面全体に1m以上の氷が張る。以前には氷上の60kmを徒歩で渡る競技も開催されていた。

## 周辺地域
湖畔の住民はロシア人が大半。カレリア人も住んでいるが現在は6%に減少しロシア人との混血が増えている。
以前は馬そりが主な交通手段であったが、現在はヘリコプターに頼っている。
湖の西岸には、カレリア共和国の首都ペトロザヴォーツクがある。その他の湖岸の町には、メドヴェジエゴルスク、コンドポガなどがある。
ラドガ湖へ注ぐスヴィル川が流れ出している。

## 世界遺産・キジ島
オネガ湖のキジ島は木造教会建築で有名で、1990年世界遺産に登録された。

## ギャラリー

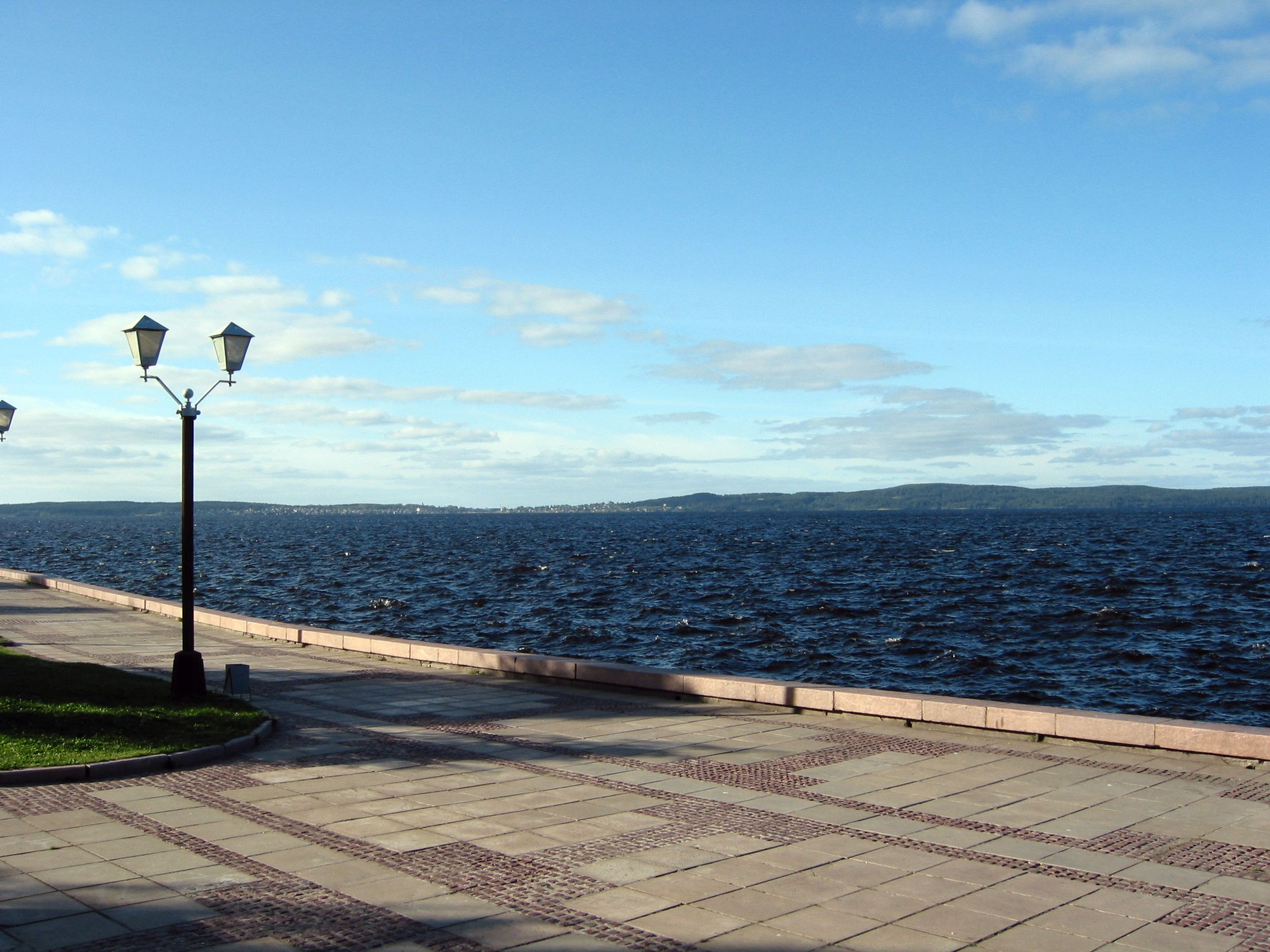
オネガ湖・湖畔
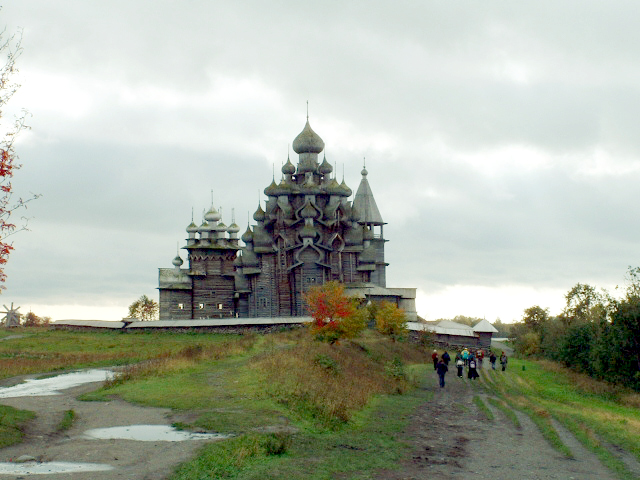
キジ島の木造教会
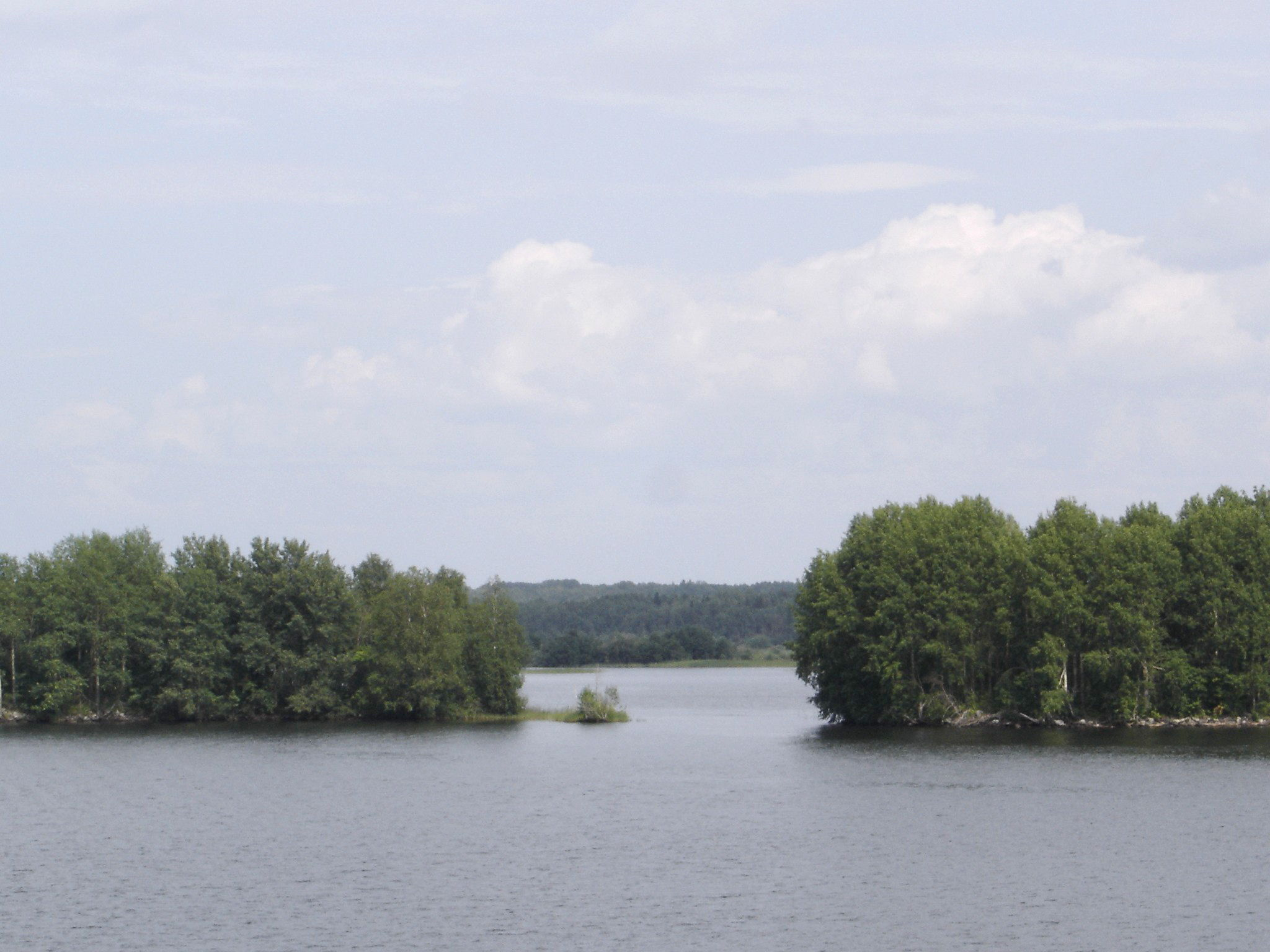
オネガ湖

## 地図
オネガ湖は白海・バルト海運河の経路